# Прасада

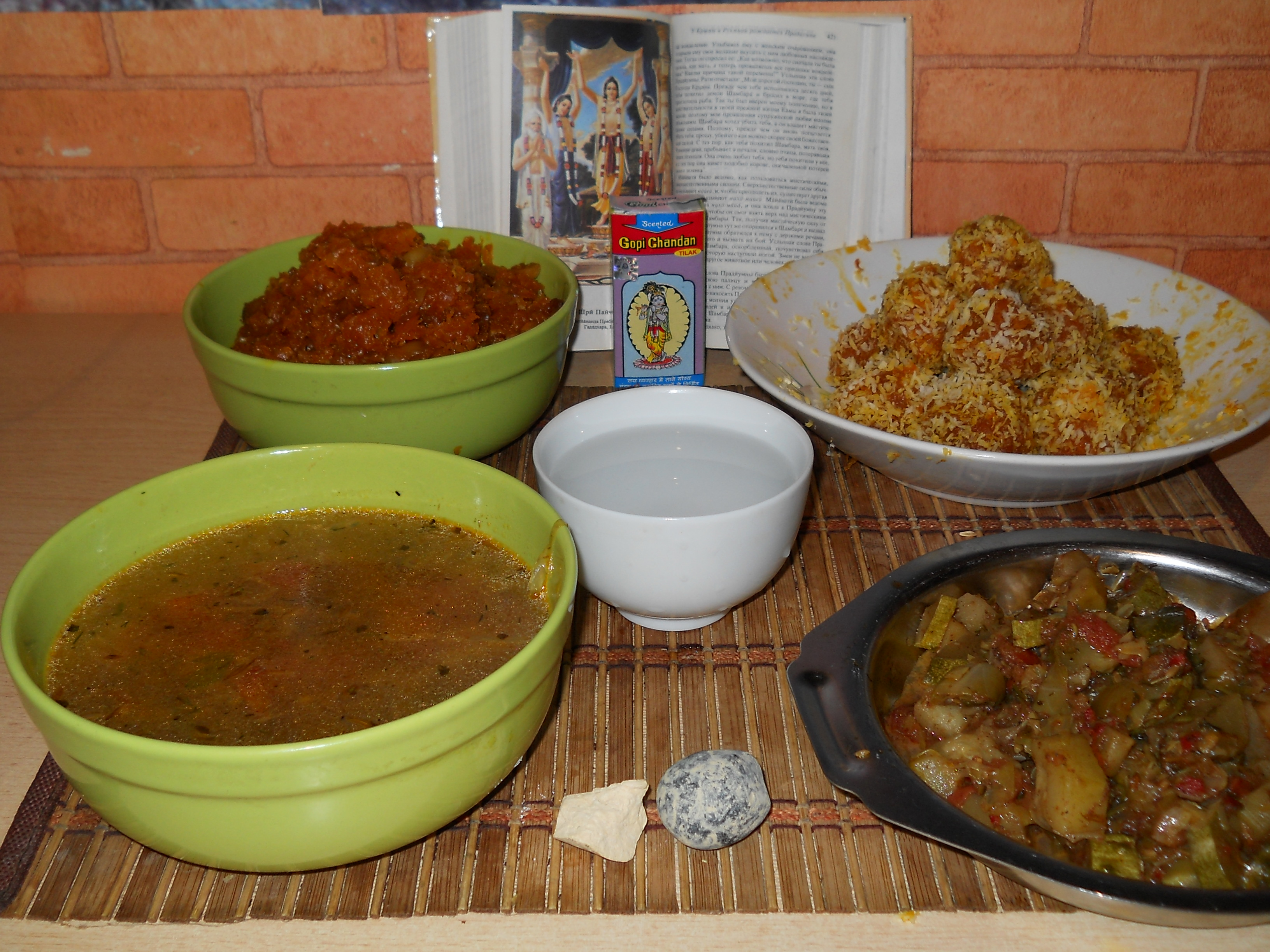
Кришнаїтський прасад: вегетаріанський суп, сабджі (тушковані овочі із індійськими спеціями), халва із моркви і цукерки-кульки в кокосовій стружці

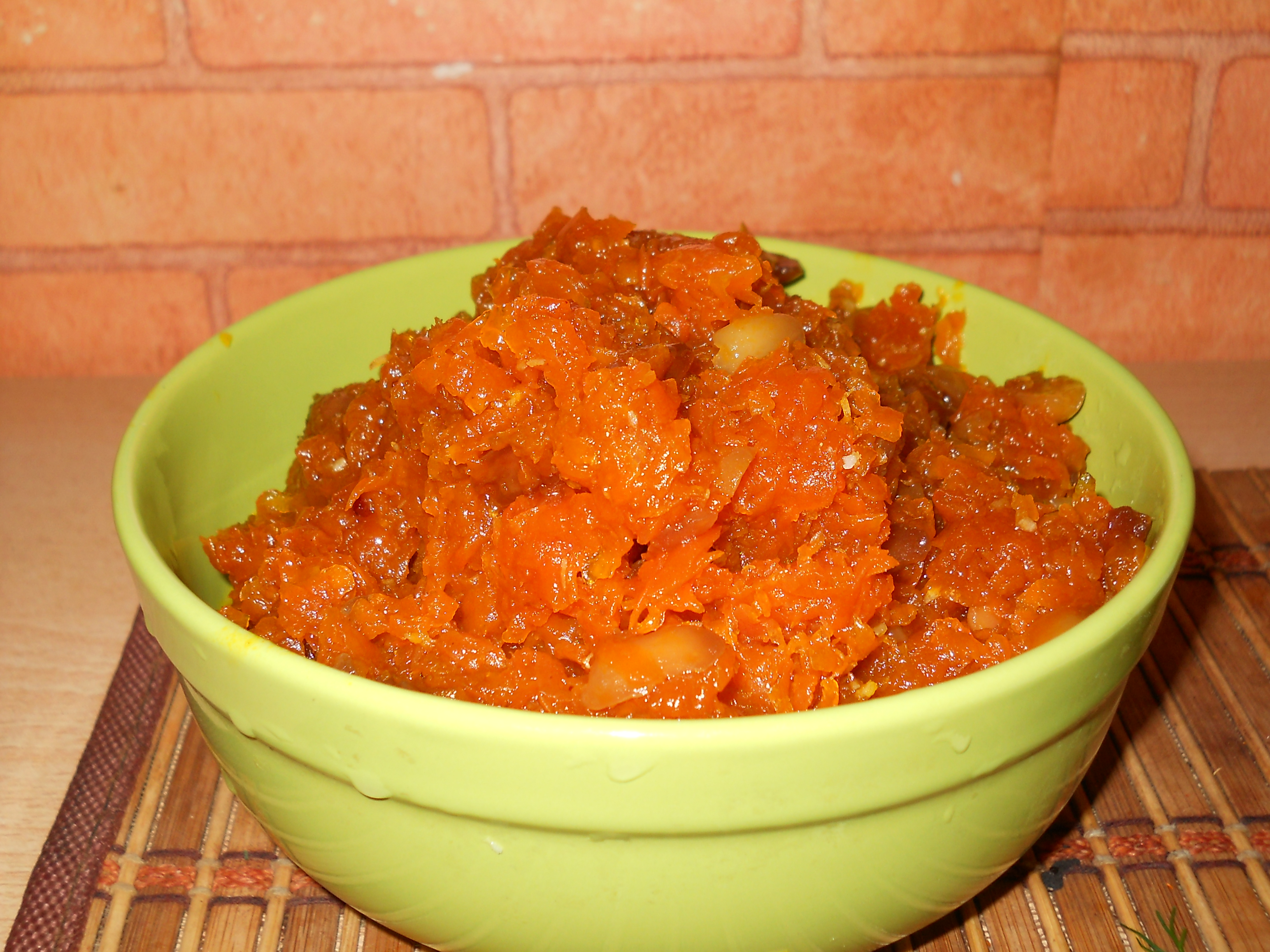
Вайшнавська морквяна халва з арахісовими горішками, гхі і цукром

Прасада або Прасад іноді Паршад (санскр. प्रसाद; prasāda IAST — Божественна милість, божественний дар) — в індуїзмі їжа, або будь-який інший елемент, під час релігійного обряду запропонований божеству, який потім роздається серед віруючих як духовна й священна речовина, як символ божественної благодаті. Послідовники індуїзму вірять у те, що в процесі обряду пропозиції матеріальні елементи входять у контакт з об'єктом поклоніння і набувають духовні властивості.
Однією з різновидів Прасада є чарінамріта («нектар лотосова стоп») — суміш води, йогурту, меду, топленого масла та інших продуктів, попередньо використана в ритуальному обмиванні божества, званому абгішека. У сучасній індуїстської релігійній практиці, бажання отримати Прасад і даршан є двома найважливішими мотиваціями для здійснення паломництва до святих місць і відвідування храмів.
Прасада є результатом певного обміну між богом і його вірними, заснованого на любові або просто повазі. Наприклад, відданий пропонує квіти, фрукти або їжу — різні елементи, які до пропозиції називаються «найведья», «бгоґа» або «бгоґ'я». Потім Бог в одній зі своїх форм мурті «насолоджується» або «смакує» запропонованим йому, після чого Прасад приймається відданими з належним повагою.
Термін «прасада» вживається в індійській культурі також для позначення умонастроїв щедрості або милості. У цьому контексті використання термін має багату і давню історію, що бере початок із класичної ведичної літератури, де Прасада описується як умонастрій, випробуване Богом в одній з Його форм або іпостасей, девами, святими ріші та іншими піднесеними особистостями. Цей стан характеризується спонтанною, часто безпричинної щедрістю і милостивою роздачею благословень. Розуміння прасада як таких настроїв можна виявити в найбільш ранній пам'ятці ведичної літератури — «Ріґведі». У пізніших ведичних і пуранічних писаннях містяться описи Прасада вже як елемента ритуальної практики.
Індійськими мовах
- Прасад — маратхі
- Прашад — гінді
- Прасада — каннада
- Прасада — тамільська і телугу